# Ogie Alcasid
Ogie Alcasid, właśc. Herminio Jose Lualhati Alcasid Jr. (ur. 1967) – filipiński piosenkarz.
Wypromował takie utwory jak „Pangarap ko ang ibigin ka”, „Kailangan kita” czy „Kung mawawala ka”.
Jest mężem piosenkarki Regine Velasquez.

## Dyskografia
| Rok  | Tytuł                                            |
| ---- | ------------------------------------------------ |
| 1989 | Ogie Alcasid                                     |
| 1990 | Pagkakataon                                      |
| 1991 | A Step Ahead                                     |
| 1993 | On Air                                           |
| 1994 | Larawan ng Pasko                                 |
| 1995 | A Different Light                                |
| 1997 | Phases                                           |
| 1998 | Ogie 10th-All the Best                           |
| 2000 | Now and Then                                     |
| 2001 | Movie Moments                                    |
| 2002 | A Better Man                                     |
| 2002 | OA sa Hits (Live)                                |
| 2003 | Mga Kuwento ng Pag-ibig                          |
| 2004 | The Songbird and the Songwriter                  |
| 2004 | I Am a Singer                                    |
| 2005 | Ogie Alcasid Greatest Hits                       |
| 2006 | Greatest Hits, an Audio-visual Anthology         |
| 2006 | Lumilipad                                        |
| 2007 | Ogie All the Classics                            |
| 2008 | The Great Filipino Songbook                      |
| 2010 | Ngayon at Kailanman: A Tribute to George Canseco |
| 2012 | The Songwriter & the Hitmakers                   |
| 2016 | Ikaw ang Buhay Ko                                |
| 2017 | Nakakalokal                                      |